# Stazione di Kandatsu
La stazione di Kandatsu (神立駅?, Kandatsu-eki) è una stazione ferroviaria di Tsuchiura, città della prefettura di Ibaraki e servita dalla linea Jōban della JR East.

## Linee
JR East
■ Linea Jōban

## Struttura
La stazione è dotata di un marciapiede laterale e uno a isola con un totale di tre binari passanti. Il binario due è utilizzato per entrambe le direzioni di marcia.
| 1-2 | ■ Linea Jōban | per Ishioka, Tomobe, Mito e Iwaki   |
| 2-3 | ■ Linea Jōban | per Toride, Kashiwa, Matsudo e Ueno |

## Stazioni adiacenti
| «                    | Servizio             | »                    |
| Linea Jōban - Rapida | Linea Jōban - Rapida | Linea Jōban - Rapida |
| -------------------- | -------------------- | -------------------- |
| Tsuchiura            | Locale               | Takahama             |